# Reconocimiento internacional de la República Árabe Saharaui Democrática

Bandera de la República Árabe Saharaui Democrática

El Sahara Occidental, antigua provincia española del Sahara Español, es un territorio no autónomo en disputa reclamado por el Reino de Marruecos y el Frente Polisario.
El territorio se encuentra en su mayoría ocupado por Marruecos bajo la denominación de Provincias Meridionales, desde que España entregó el territorio a Marruecos y Mauritania, después del Acuerdo Tripartito de Madrid de 1975. Parte del territorio, la Zona Libre o Territorios Liberados, está controlada por el Frente Polisario, como la República Árabe Saharaui Democrática. A partir de septiembre de 1991 se inició un alto el fuego administrado por la ONU.
Con el fin de resolver la cuestión de la soberanía, las Naciones Unidas ha tratado de celebrar un referéndum a través de la Misión de Naciones Unidas para el referéndum en el Sahara Occidental (MINURSO), y está manteniendo conversaciones directas entre el Reino de Marruecos y el Frente Polisario.

## Reconocimiento
La RASD es reconocida por 82 estados. Estados que no reconocen a la República Saharaui pueden, sin embargo, reconocer al Frente Polisario como representante legítimo del pueblo saharaui, pero no a su gobierno en el exilio como un Estado (por ejemplo, la mayoría de los países europeos). Varios Estados han retirado su reconocimiento de la RASD (cerca de 20 países), sobre todo debido a las presiones de Marruecos y las negociaciones. Si nos atenemos a la legislación internacional en relación con el reconocimiento de Estados, que figura en el art. 6 de la Convención sobre Derechos y Deberes de los Estados:

El reconocimiento de un estado simplemente significa que el Estado reconoce que acepta la personalidad del otro con todos los derechos y deberes determinados por el derecho internacional. El reconocimiento es incondicional e irrevocable.

Por lo tanto, una vez que uno o más Estados reconocen a la RASD como Estado soberano, estos estados no pueden revocar su reconocimiento, salvo que la RASD como Estado deje de existir o el estado que extiende su reconocimiento de la RASD deje de existir. Sólo puede revocar el reconocimiento de un gobierno, no el propio Estado.
Aunque si bien las reclamaciones de Marruecos, para las cuales no es necesario el reconocimiento, sobre el territorio son apoyadas por la Liga Árabe y por algunos otros estados, esto se interpreta como una política de ambigüedad deliberada.

## Estados que reconocen a la República Árabe Saharaui Democrática como Estado soberano que controla el Sahara Occidental
La siguiente es una lista de los Estados que han reconocido oficialmente al Sahara Occidental como una nación soberana, con el gobierno en el exilio de la República Árabe Saharaui Democrática como su gobierno legítimo. La gran mayoría de los reconocimientos tuvieron lugar durante la guerra del Sahara Occidental. Desde la década de 1990, muchos estados han cancelado sus relaciones con la RASD, o las han dejado en suspenso (congeladas o suspendidas) a la espera del resultado del referéndum sobre la autodeterminación. La cancelación de relaciones de algunos países se deben a presiones económicas y políticas que Marruecos ejerció sobre estos.
| Número | Estado                       | Fecha de reconocimiento | UA | OCI | LA & UMA | Embajada                | Relaciones |
| ------ | ---------------------------- | ----------------------- | -- | --- | -------- | ----------------------- | --- |
| 1      | Afganistán                   | 23-05-1979              |    | OCI |          |                         | Relaciones canceladas el 11 de julio de 2002. |
| 2      | Albania                      | 29-12-1987              |    | OCI |          |                         | Relaciones canceladas el 11 de noviembre de 2004. Único país europeo en reconocer a la RASD. |
| 3      | Angola                       | 11-03-1976              | UA |     |          | Embajada                | |
| 4      | Antigua y Barbuda            | 27-02-1987              |    |     |          |                         | Relaciones canceladas el 16 de agosto de 2010. |
| 5      | Argelia                      | 06-03-1976              | UA | OCI | LA UMA   | Embajada                | |
| 6      | Barbados                     | 27-02-1988              |    |     |          |                         | Relaciones canceladas el 12 de febrero de 2013. |
| 7      | Belice                       | 18-11-1986              |    |     |          | Embajada (no residente) | |
| 8      | Benín                        | 11-03-1976              | UA | OCI |          |                         | Relaciones canceladas el 21 de marzo de 1997[cita requerida] |
| 9      | Bolivia                      | 14-12-1982              |    |     |          | Embajada (no residente) | |
| 10     | Botsuana                     | 14-05-1980              | UA |     |          |                         | |
| 11     | Burkina Faso                 | 04-03-1984              | UA | OCI |          |                         | Relaciones canceladas el 5 de junio de 1996[cita requerida] |

Relaciones diplomáticas de la RASD (2018).
Territorio controlado por la RASD
Estados que actualmente tienen relaciones diplomáticas con la RASD
Estados con relaciones diplomáticas canceladas, congeladas o suspendidas con la RASD

| 12     | Burundi                      | 01-03-1976              | UA |     |          |                         | Relaciones canceladas el 5 de mayo de 2006 Restablecidas el 16 de junio de 2008, Relaciones canceladas el 25 de octubre de 2010. |
| 13     | Cabo Verde                   | 04-07-1979              | UA |     |          |                         | Relaciones canceladas el 30 de julio de 2007. Restablecidas el 6 de febrero de 2012. Relaciones canceladas el 31 de agosto de 2022. |
| 14     | Camboya                      | 10-04-1979              |    |     |          |                         | |
| 15     | Chad                         | 04-07-1980              | UA | OCI |          |                         | Relaciones canceladas el 9 de mayo de 1997.[cita requerida] Restablecidas el 17 de julio de 2007, pero negadas el 20 de julio de 2007. Relaciones canceladas 14 de agosto de 2024 |
| 16     | Colombia                     | 27-02-1985              |    |     |          |                         | Relaciones canceladas el 20 de diciembre de 2000. Restablecidas el 10 de agosto del 2022. |
| 17     | Congo                        | 03-06-1978              | UA |     |          |                         | Relaciones canceladas el 13 de septiembre de 1996[cita requerida] |
| 18     | Corea del Norte              | 16-03-1976              |    |     |          |                         | |
| 19     | Costa Rica                   | 30-10-1980              |    |     |          |                         | Relaciones canceladas el 22 de abril de 2000. |
| 20     | Cuba                         | 20-01-1980              |    |     |          | Embajada                | |
| 21     | Dominica                     | 01-09-1979              |    |     |          |                         | Relaciones canceladas el 22 de julio de 2010. |
| 22     | Ecuador                      | 14-11-1983              |    |     |          | Embajada (no residente) | Relaciones canceladas el 19 de junio de 2004. Restablecidas el 8 de febrero de 2006. Relaciones canceladas el 23 de october de 2024. |
| 23     | El Salvador                  | 31-07-1989              |    |     |          |                         | Relaciones canceladas en abril de 1997.[cita requerida] Restablecidas el 6 de junio de 2009 Relaciones canceladas el 15 de junio de 2019. |
| 24     | Etiopía                      | 24-02-1979              | UA |     |          | Embajada                | |
| 25     | Ghana                        | 24-08-1979              | UA |     |          |                         | Relaciones canceladas el 7 de enero de 2025 |
| 26     | Granada                      | 20-08-1979              |    |     |          |                         | Relaciones canceladas el 16 de agosto de 2010. |
| 27     | Guatemala                    | 10-04-1986              |    |     |          |                         | Relaciones canceladas en abril de 1998[cita requerida] |
| 28     | Guinea-Bissau                | 15-03-1976              | UA | OCI |          |                         | Relaciones canceladas en marzo de 1997 Restablecidas el 26 de mayo de 2009, Relaciones canceladas el 30 de marzo de 2010. |
| 29     | Guinea Ecuatorial            | 03-11-1978              | UA |     |          |                         | Relaciones canceladas el 2 de mayo de 1980[cita requerida] |
| 30     | Guyana                       | 01-09-1979              |    |     |          |                         | Relaciones canceladas el 14 de noviembre de 2020 en el marco de los enfrentamientos de 2020 |
| 31     | Haití                        | 22-11-2006              |    |     |          |                         | Relaciones canceladas el 2 de octubre de 2013. |
| 32     | Honduras                     | 08-11-1989              |    |     |          |                         | Relaciones canceladas el 21 de enero de 2000, Reasumidas el 5 de junio de 2013. |
| 33     | India                        | 01-09-1985              |    |     |          |                         | Relaciones canceladas el 26 de junio de 2000. |
| 34     | Irán                         | 27-02-1980              |    | OCI |          |                         | |
| 35     | Jamaica                      | 04-09-1979              |    |     |          |                         | Relaciones canceladas el 14 de septiembre de 2016. |
| 36     | Kenia                        | 25-06-2005              | UA |     |          |                         | Relaciones canceladas el 22 de octubre de 2006. Reasumidas el 11 de diciembre de 2013. |
| 37     | Kiribati                     | 12-08-1981              |    |     |          |                         | Relaciones canceladas el 15 de septiembre de 2000[cita requerida] |
| 38     | Laos                         | 09-05-1979              |    |     |          | Embajada (no residente) | |
| 39     | Lesoto                       | 09-10-1979              | UA |     |          | Embajada (no residente) | |
| 40     | Liberia                      | 31-07-1985              | UA |     |          |                         | Relaciones canceladas el 5 de septiembre de 1997[cita requerida]. Reasumidas el 30 de octubre de 2012. Relaciones canceladas el 12 de marzo de 2020 |
| 41     | Libia                        | 15-04-1980              | UA | OCI | LA UMA   |                         | Reconocida por la Gran Yamahiriya Árabe Libia Popular Socialista. |
| 42     | Madagascar                   | 28-02-1976              | UA |     |          |                         | Relaciones canceladas el 6 de abril de 2005. Madagascar fue el primer país en reconocer a la RASD, horas después de su proclamación. |
| 43     | Malaui                       | 19-11-1994              | UA |     |          |                         | Relaciones canceladas el 26 de junio de 2001. Restablecidas el 24 de marzo de 2002, Relaciones canceladas el 27 de diciembre de 2002. Restablecidas el 1 de febrero de 2008, Relaciones canceladas el 16 de septiembre de 2008. Restablecidas el 15 de febrero de 2012, Relaciones canceladas el 5 de mayo de 2017. |
| 44     | Malí                         | 04-07-1980              | UA | OCI |          |                         | |
| 45     | Mauricio                     | 01-07-1982              | UA |     |          | Embajada (no residente) | Relaciones suspendidas el 17 de enero de 2014, Reasumidas el 23 de noviembre de 2015. |
| 46     | Mauritania                   | 27-02-1984              | UA | OCI | LA UMA   |                         | |
| 47     | México                       | 08-09-1979              |    |     |          | Embajada                | |
| 48     | Mozambique                   | 13-03-1976              | UA | OCI |          | Embajada                | |
| 49     | Namibia                      | 2-06-1990               | UA |     |          | Embajada (no residente) | |
| 50     | Nauru                        | 12-08-1981              |    |     |          |                         | Relaciones canceladas el 15 de septiembre de 2000[cita requerida] |
| 51     | Nicaragua                    | 06-09-1979              |    |     |          | Embajada                | Relaciones canceladas el 21 de julio de 2000. Restablecidas el 12 de enero de 2007. |
| 52     | Nigeria                      | 12-11-1984              | UA | OCI |          | Embajada                | |
|        | Osetia del Sur               | 27-02-2011              |    |     |          |                         | |
| 53     | Panamá                       | 23-06-1978              |    |     |          |                         | Relaciones suspendidas el 20 de noviembre de 2013, Reasumidas el 8 de enero de 2015. Relaciones canceladas el 21 de noviembre de 2024. |
| 54     | Papúa Nueva Guinea           | 12-08-1981              |    |     |          |                         | Relaciones canceladas el 2 de abril de 2011 |
| 55     | Paraguay                     | 09-02-2000              |    |     |          |                         | Relaciones canceladas el 25 de julio de 2000. Relaciones restablecidas el 11 de agosto de 2008. Relaciones suspendidas el 3 de enero de 2014. |
| 56     | Perú                         | 16-08-1984              |    |     |          |                         | Relaciones canceladas el 9 de septiembre de 1996. Relaciones restablecidas el 9 de septiembre de 2021. Relaciones canceladas el 18 de agosto de 2022. Relaciones restablecidas el 15 de septiembre de 2022 |
| 57     | República Dominicana         | 24-06-1986              |    |     |          |                         | Relaciones canceladas el 23 de mayo de 2002. |
| 58     | Ruanda                       | 01-04-1976              | UA |     |          | Embajada (no residente) | |
| 59     | Islas Salomón                | 12-08-1981              |    |     |          |                         | Relaciones canceladas en enero de 1989[cita requerida] |
| 60     | San Cristóbal y Nieves       | 25-02-1987              |    |     |          |                         | Relaciones canceladas el 16 de agosto de 2010. |
| 61     | San Vicente y las Granadinas | 14-02-2002              |    |     |          |                         | Relaciones canceladas el 15 de febrero de 2013. |
| 62     | Santa Lucía                  | 01-09-1979              |    |     |          |                         | Relaciones canceladas el 16 de agosto de 2010. |
| 63     | Santo Tomé y Príncipe        | 22-06-1978              | UA |     |          |                         | Relaciones canceladas el 23 de octubre de 1996[cita requerida] |
| 64     | Seychelles                   | 25-10-1977              | UA |     |          |                         | Relaciones canceladas el 17 de marzo de 2008. |
| 65     | Sierra Leona                 | 27-03-1980              | UA | OCI |          |                         | Relaciones canceladas el 16 de julio de 2003, Restablecidas el 20 de junio de 2011. Relaciones canceladas el 30 de agosto de 2021 |
| 66     | Siria                        | 15-04-1980              |    | OCI | LA       |                         | |
| 67     | Sudáfrica                    | 15-09-2004              | UA |     |          | Embajada                | |
| 68     | Sudán del Sur                | 09-07-2011              | UA |     |          | Embajada (no residente) | |
| 69     | Surinam                      | 11-08-1982              |    |     |          |                         | Relaciones canceladas el 9 de marzo de 2016. |
| 70     | Suazilandia                  | 28-04-1980              | UA |     |          |                         | Relaciones canceladas el 4 de agosto de 1997[cita requerida] |
| 71     | Tanzania                     | 09-11-1978              | UA |     |          | Embajada                | |
| 72     | Timor Oriental               | 20-05-2002              |    |     |          | Embajada                | La República Saharaui fue el primer país en establecer relaciones con Timor Oriental. |
| 73     | Togo                         | 17-03-1976              | UA | OCI |          |                         | Relaciones canceladas el 18 de junio de 1997[cita requerida] |
| 74     | Trinidad y Tobago            | 01-11-1986              |    |     |          |                         | |
| 75     | Tuvalu                       | 12-08-1981              |    |     |          |                         | Relaciones canceladas el 15 de septiembre de 2000[cita requerida] |
| 76     | Uganda                       | 06-09-1979              | UA | OCI |          | Embajada                | |
| 77     | Uruguay                      | 26-12-2005              |    |     |          | Embajada                | |
| 78     | Vanuatu                      | 27-11-1980              |    |     |          | Embajada (no residente) | Relaciones canceladas el 24 de noviembre de 2000. Restablecidas el 9 de agosto de 2008. |
| 79     | Venezuela                    | 03-08-1982              |    |     |          | Embajada                | |
| 80     | Vietnam                      | 02-03-1979              |    |     |          |                         | |
| 81     | Zambia                       | 12-10-1979              | UA |     |          | Embajada (no residente) | Relaciones canceladas el 29 de marzo de 2011, Reasumidas el 21 de noviembre de 2012. Relaciones canceladas el 7 de mayo de 2021 |
| 82     | Zimbabue                     | 09-07-1980              | UA |     |          | Embajada                | |

## Estatus de la RASD de acuerdo con varias Organizaciones Internacionales
| Organización                          | Miembro               | Notas |
| ------------------------------------- | --------------------- | --- |
| Unión Africana (UA; Antiguamente OUA) | 22 de febrero de 1982 | La RASD es miembro fundador de la Unión Africana y es reconocida completamente por la misma. |
| Comunidad Andina                      | Miembro observador.   | El Consejo Nacional Saharaui es miembro observador en el marco del Parlamento Andino. |
| Comunidad del Caribe (CARICOM)        | No es miembro.        | La CARICOM apoya el derecho del pueblo saharaui a la libre autodeterminación, coherente con los principios y propósitos de la Carta de las Naciones Unidas. |
| Grupo de Río                          | No es miembro.        | El Grupo de Río apoya las resoluciones aprobadas por la ONU para lograr una solución justa, duradera y mutuamente aceptable que conduzca a la libre autodeterminación del pueblo del Sahara Occidental, en el contexto de acuerdos compatibles con los principios de la Carta de la ONU y la resolución 1514 (XV) de la Asamblea General y otras resoluciones pertinentes. |
| Liga Árabe                            | No es miembro.        | La Liga Árabe apoya el derecho del pueblo saharaui a la libre autodeterminación. |
| Movimiento de Países No Alineados     | No es miembro.        | El MPNA apoya el derecho del pueblo saharaui a la autodeterminación, coherente con los principios y propósitos de la Carta de la Naciones Unidas y la resolución 1514 (XV) de 14 de diciembre de 1960 de la Asamblea General. |
| OCI (Anteriormente OCI)               | No es miembro.        | Actualmente considerada como parte de Marruecos.[cita requerida] |
| UMA                                   | No es miembro.        | |
| Naciones Unidas (ONU)                 | No es miembro.        | La ONU no reconoce las reclamaciones de Marruecos. Ha abogado por negociaciones entre Marruecos y la RASD. |

La RASD es miembro de la Asociación Estratégica Asiático-Africana formada en 2005 en la Conferencia Asiático-Africana, más allá de las objeciones de Marruecos a la participación de la RASD.
En 2006, la RASD participó en una Conferencia de la COPPPAL.
En 2010, el embajador de la RASD en Nicaragua participó en la conferencia de apertura del Parlamento Centroamericano.

## Estados que han reconocido a la RASD y dejaron de existir
Hay dos países que desaparecieron después de su reconocimiento de la RASD:
- República Democrática Popular del Yemen: Reconocimiento de la RASD el 2 de febrero de 1977. El 22 de mayo de 1990 se une con la República Árabe de Yemen para formar la República del Yemen.
- República Federal Socialista de Yugoslavia: Reconocimiento de la RASD el 28 de noviembre de 1984. El 27 de abril de 1992 se disuelve en las guerras yugoslavas. Sucedida por la República Federal de Yugoslavia.